# Dret a reparar
El dret a la reparació d'electrònica es refereix a la legislació que té per objecte permetre que els consumidors reparin i modifiquin els seus dispositius electrònics i de consum.
En el cas contrari, el fabricant dels dispositius, abusant de la seva posició dominant, obliga el consumidor a utilitzar només els seus serveis, o bé anul·la la garantia del producte.